# Rödklöver
Rödklöver (Trifolium pratense L.) är en flerårig ört. Den är den mest odlade ärtväxten i Sverige, där den har odlats sedan 1700-talet, och används som numera ensilerad vallväxt.
Rödklövern är delstatsblomma i Vermont, USA.

## Beskrivning
Stjälken är rak och kan bli upp till fem dm hög. Den har tredelade blad och har oftast ljusare fläckar på småbladen. Blomhuvudena är runda med rödrosa eller ibland vit färg. De sitter oftast ensamma, men kan förekomma två och två.
Rödklöver blommar mellan juni och augusti.
Importerat rödklöverfrö har ofta varit orent. Därför har närliggande arter rotats i närheten av den rena rödklövern. Dessa arter har bildat hybrider, som i sin tur beblandat sig med varandra. Detta har medfört att rödklöver finns i många varianter med snarlika utseende, svåra att särskilja.

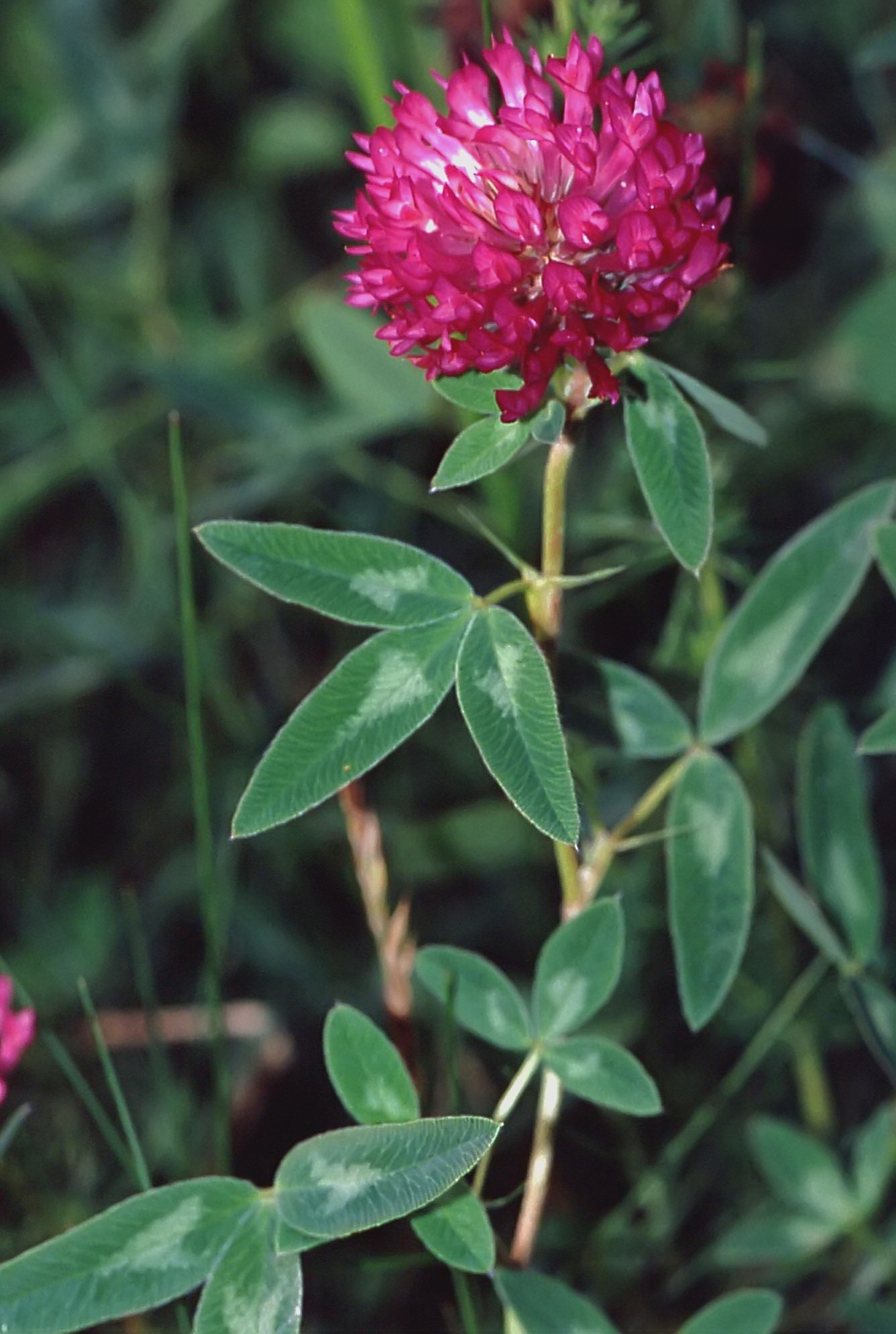
Skogsklöver

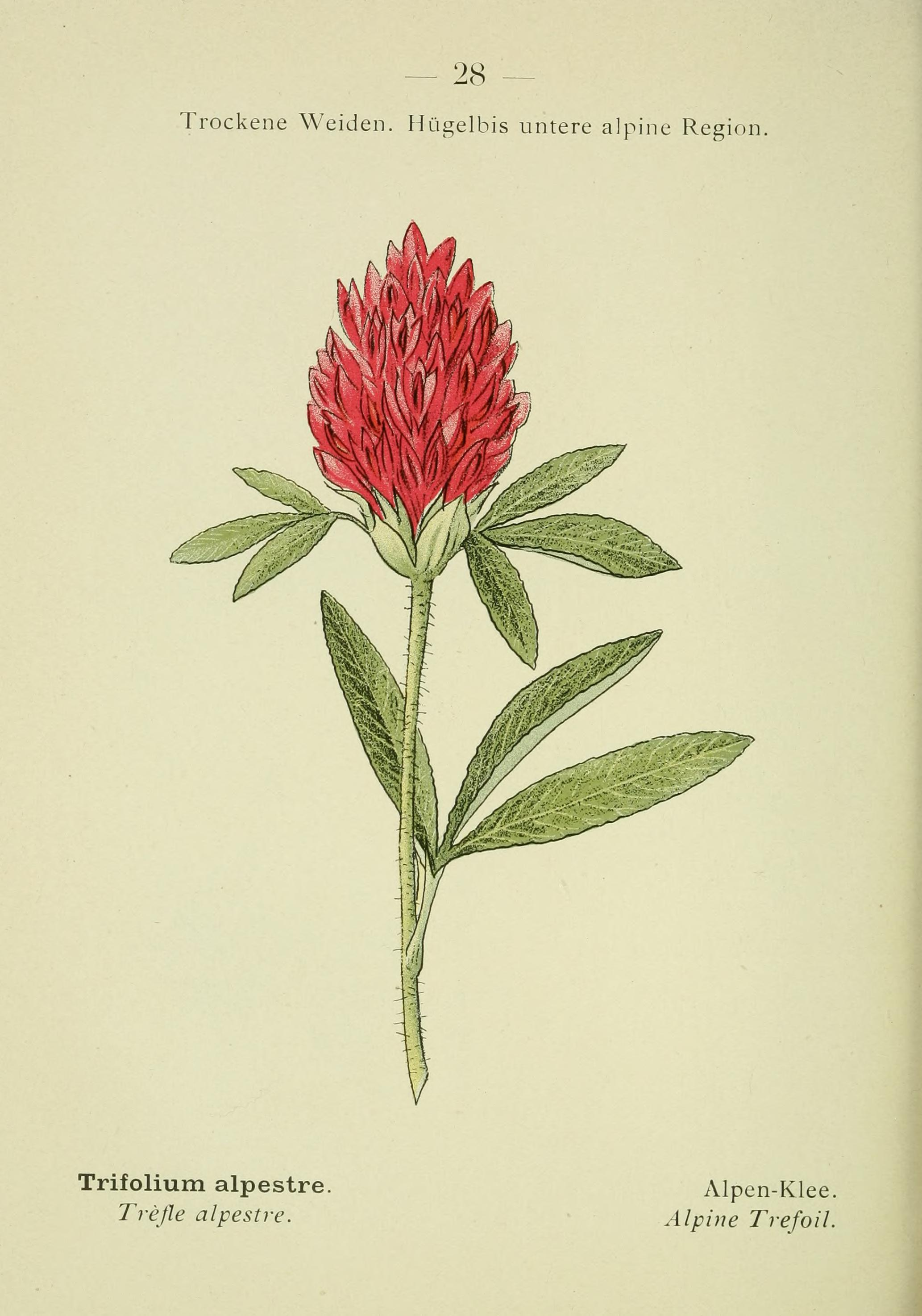
Alpklöver

### Förväxlingsarter
- Skogsklöver, Trifolium medium L., 1759, 1761. Särskiljande drag är att den sprids med utlöpare, och därför förekommer i stora bestånd.  Dess stjälk är krokig, och blomhuvudena skaftade. Stiplerna är smalare än hos rödklöver.
- Alpklöver, Trifolium alpestre L., 1763 är sällsynt. Särskiljande drag är foder med tjugo nerver, smala småblad och oftast ogrenad stjälk.

## Habitat och biotop
I Sverige odlas rödklöver, i hela Götaland och Svealand. Rödklöver växer på åkrar, ängar, stränder och i skogar. Jordmånen bör vara pH = 6,6 … 7,6.

## Användning
I jordbruket har i Sverige rödklöver odlats som vallväxt sedan mitten på 1700-talet; mer allmänt sedan mitten på 1800-talet.
Numera skördas den och ensileras innan den blommar, vilket illa drabbat bl a klöverhumlan (Bombus distinguendus).
Rödklöver är den mest odlade ärtväxten i Sverige.
På grund av rödklöverns höga proteininnehåll är den en eftertraktad vallgröda. Dessutom är den mycket vädertålig och dess rötter ger en gynnsam miljö till bakterier (Rhizobium trifolii)  vilka binder kväve ner i jordarna och således ökar näringstätheten för växterna.
Rödklövern är diploid men 1968 togs tetraploida varianter fram, dessa har ökad biomassa och är mer tåliga för väder och mot sjukdomar. Dessutom är tetraploida sorter mer mottagliga för självpollinering utan att öka risken för inavelsdepression. 
Färska blommor och småskurna blad kan användas i sallader. Den välsmakande nektarn kan sugas ut från blomman.
Blommorna kan torkas och malas till mjöl. Detta har enligt Carl von Linné varit vanligt på Irland under nödår.

## Odla rödklöver

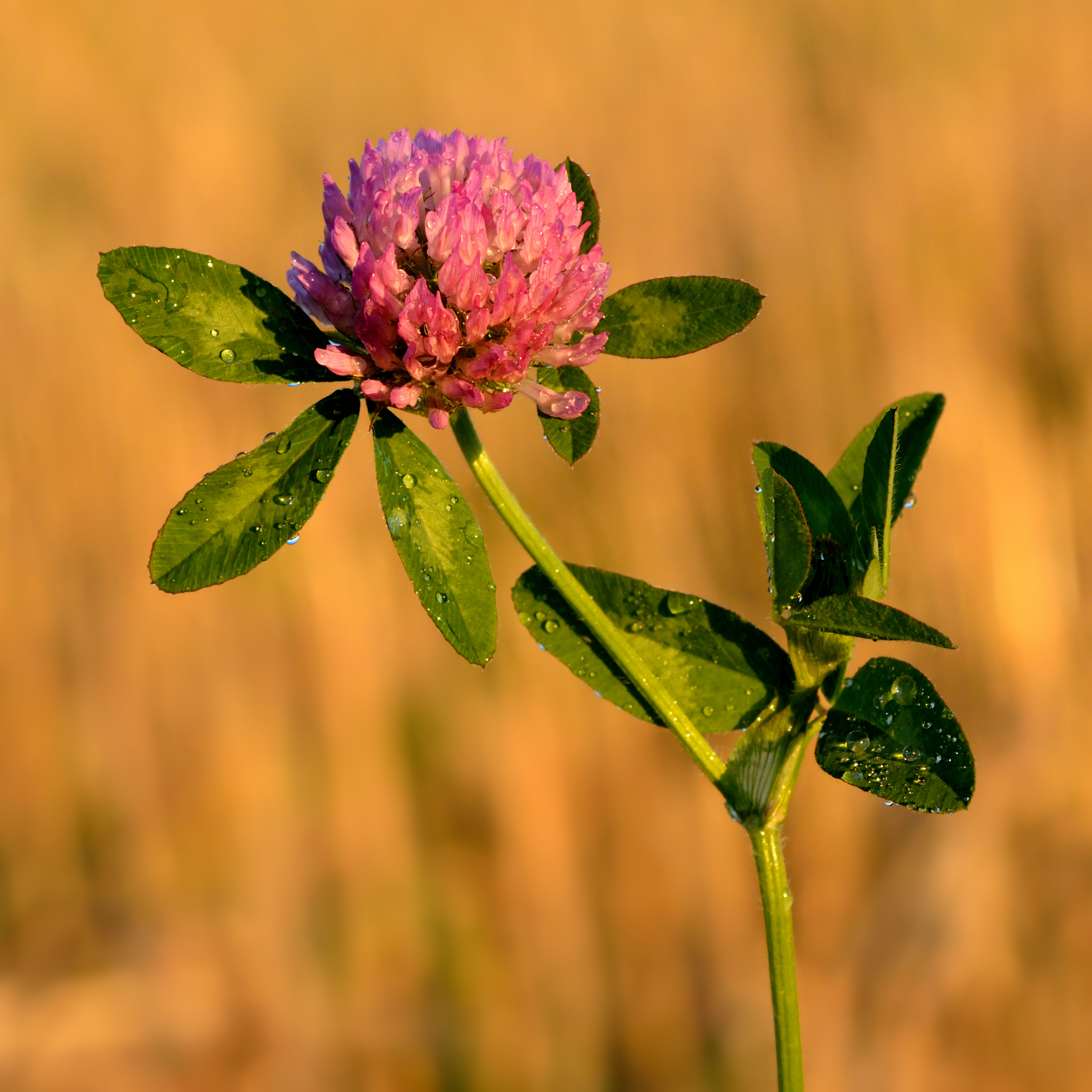
Rödklöver i blomning

Det finns flera sorters rödklöver med olika utvecklingskurvor. Skillnaden ser man på blomningstiden. Det finns sena, medelsena och tidiga sorter. Men rödklövern överlever sällan mer än två till tre år i skördesystemet. Den drabbas även lätt av olika sjukdomar som rotröta och klöverröta. Timotej och rödklövern ska man helst odla tillsammans då de har liknande tillväxtrytm med stor tillväxt på våren och svagare återväxt.
Genom att använda rödklöver i vallen så ökar proteininnehållet med hjälp av biologisk kvävefixering. Det är ett lönsamt sätt att öka proteininnehållet i djurfoder.
Rödklövern ställer inte så stora krav på jordmånen, men man bör undvika de torraste odlingslägena. Trots att rödklövern har en djup pålrot är det viktigt med bra vattenförsörjning när det börjar att blomma ut.
I södra Götaland fungerar tidiga sorter bra medan medelsena och sena sorter är bäst i de mellersta och norra delarna av Sverige där växtsäsongen är lite kortare.

## Namn
- Släktnamnet Trifolium är latin och betyder tre blad.
- Artepitetet pratense  är också latin, och kommer från pratum, som betyder äng. Pratense betyder sålunda ”som växer på ängar”.[6]

### Bygdemål
I svenska bygdemål förekommer bland annat följande benämningar:
- Harapopå i Karleby socken och Gamla Karleby i Österbotten i Finland. Namnet avser själva blomhuvudet och används även för vitklöver.[7]
- Mjölontuppor och rödväpling i Dalarna.[8]

## Bilder

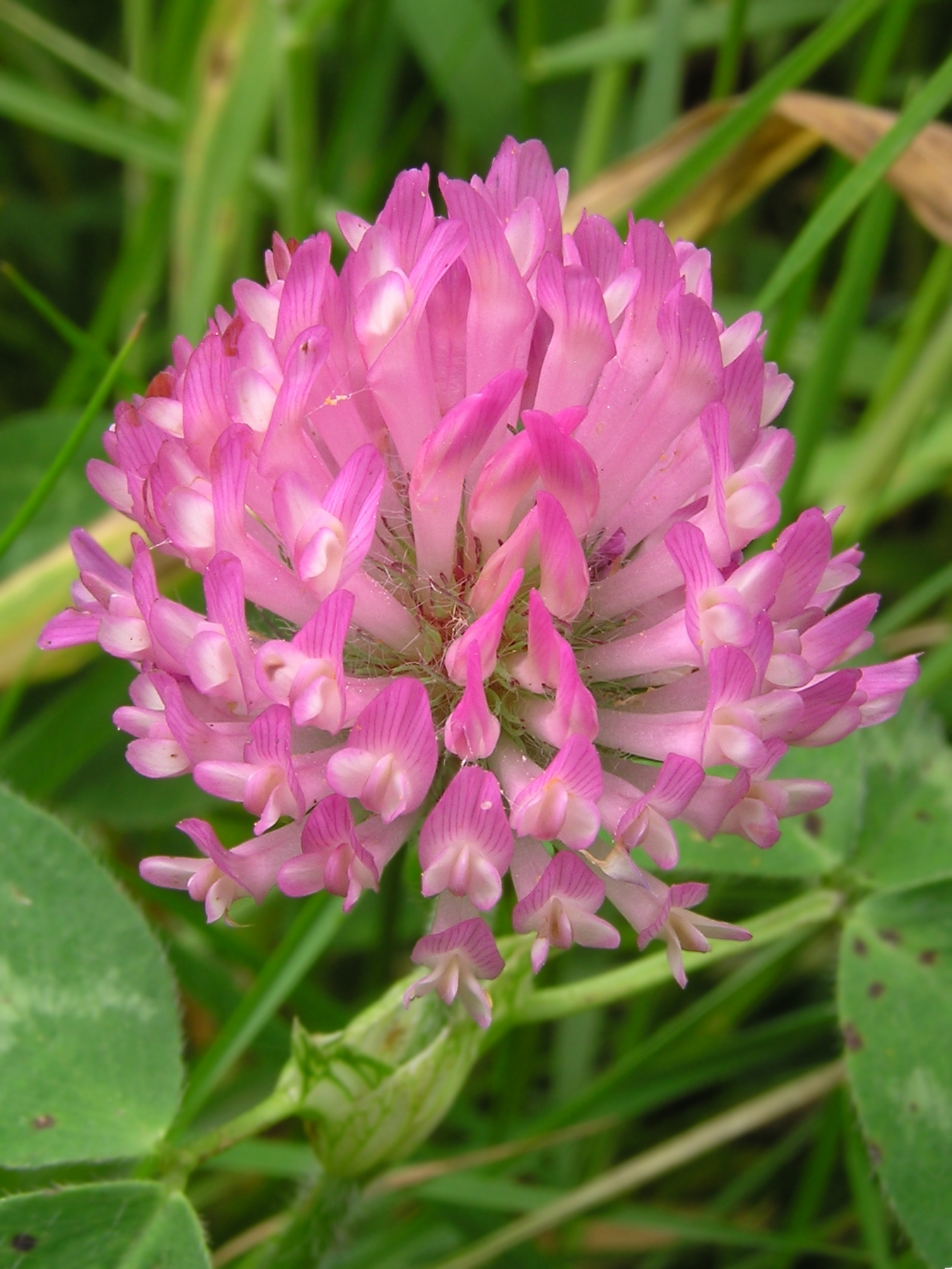
Blomma i närbild
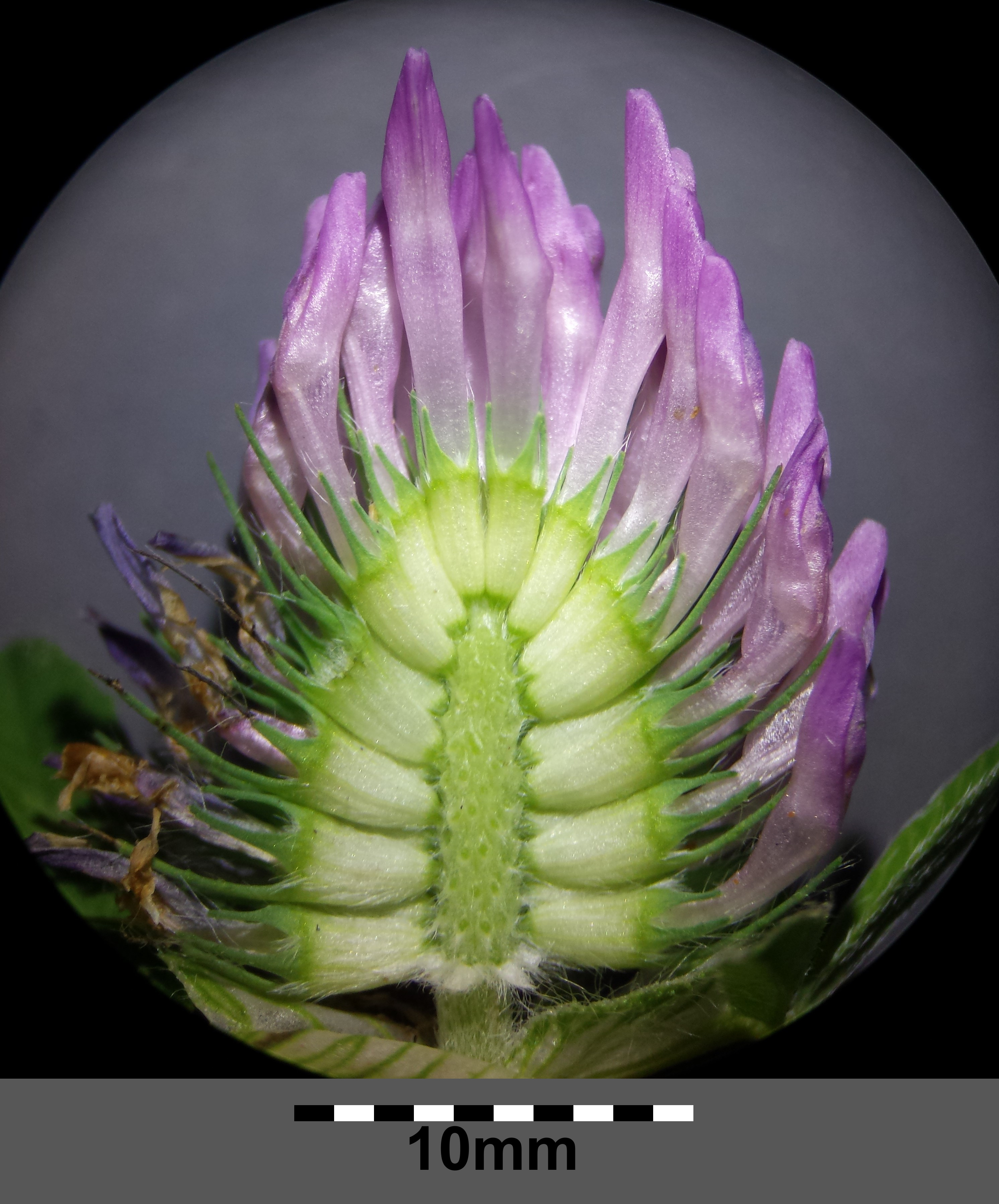
Uppskuren Trifolium pratense ssp. pratense
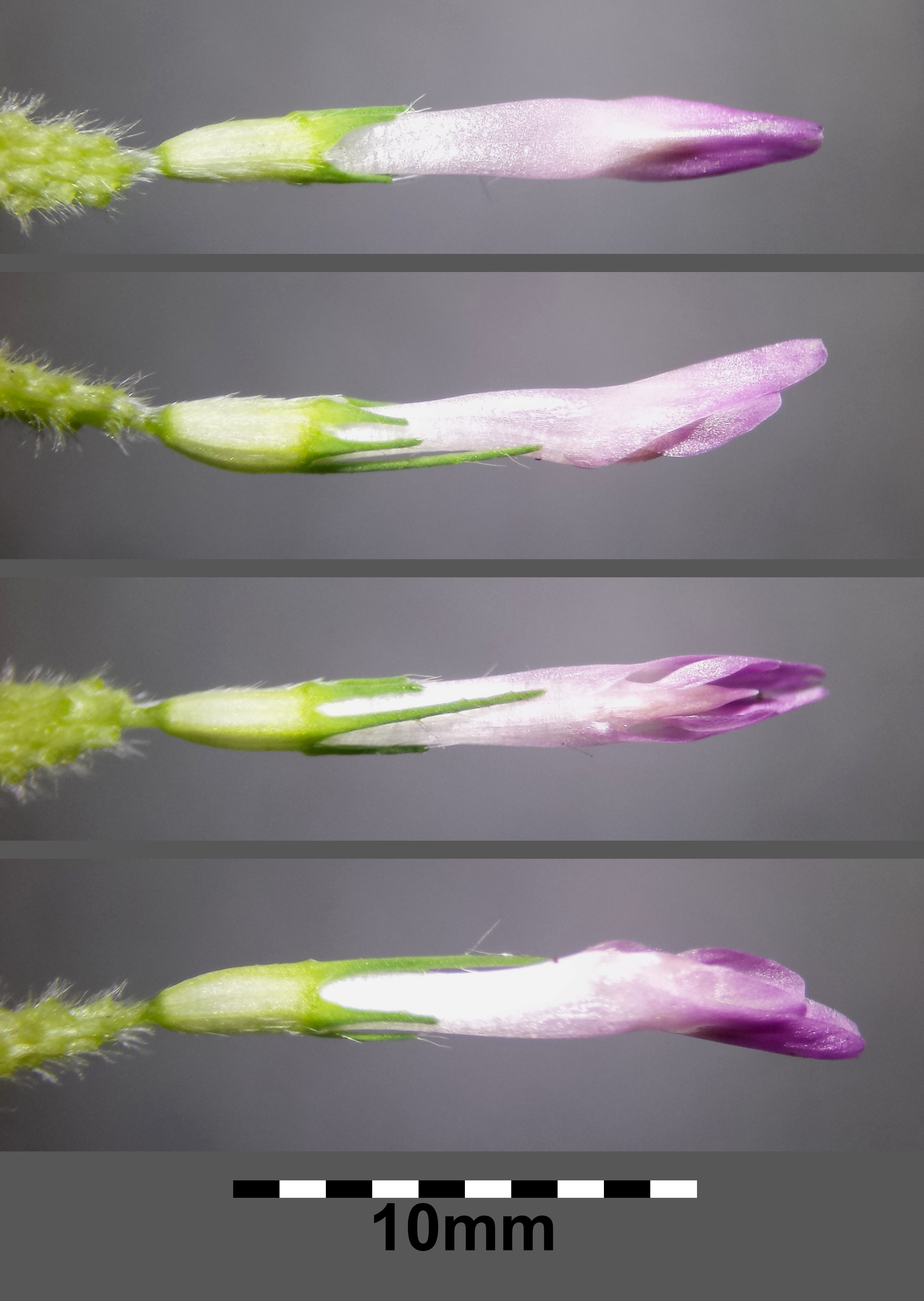
Blommor hos Trifolium pratense ssp. pratense Ett kännetecken är att den nedersta blomman är tydligt längre än de övriga
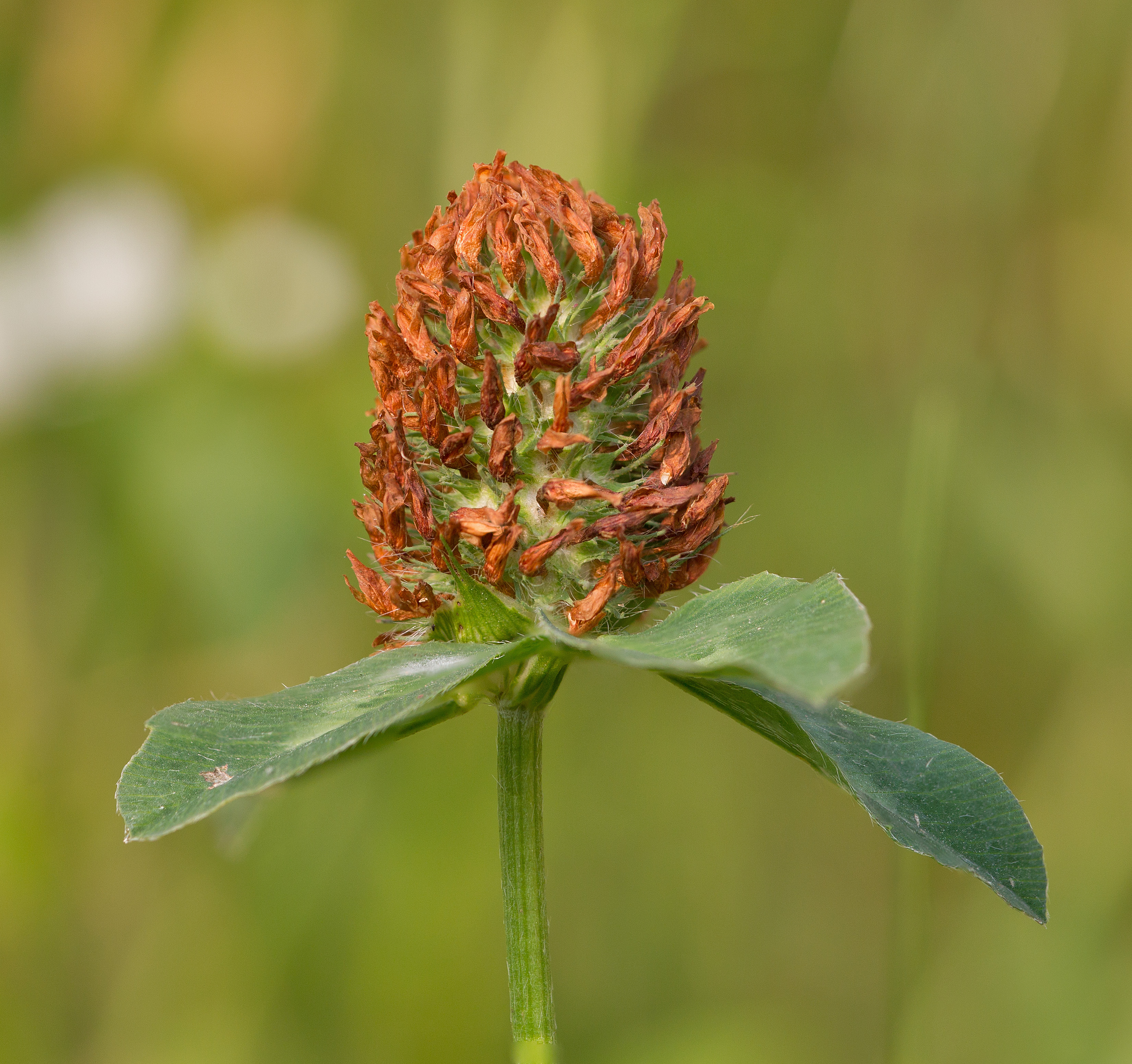
Vissnad blomma
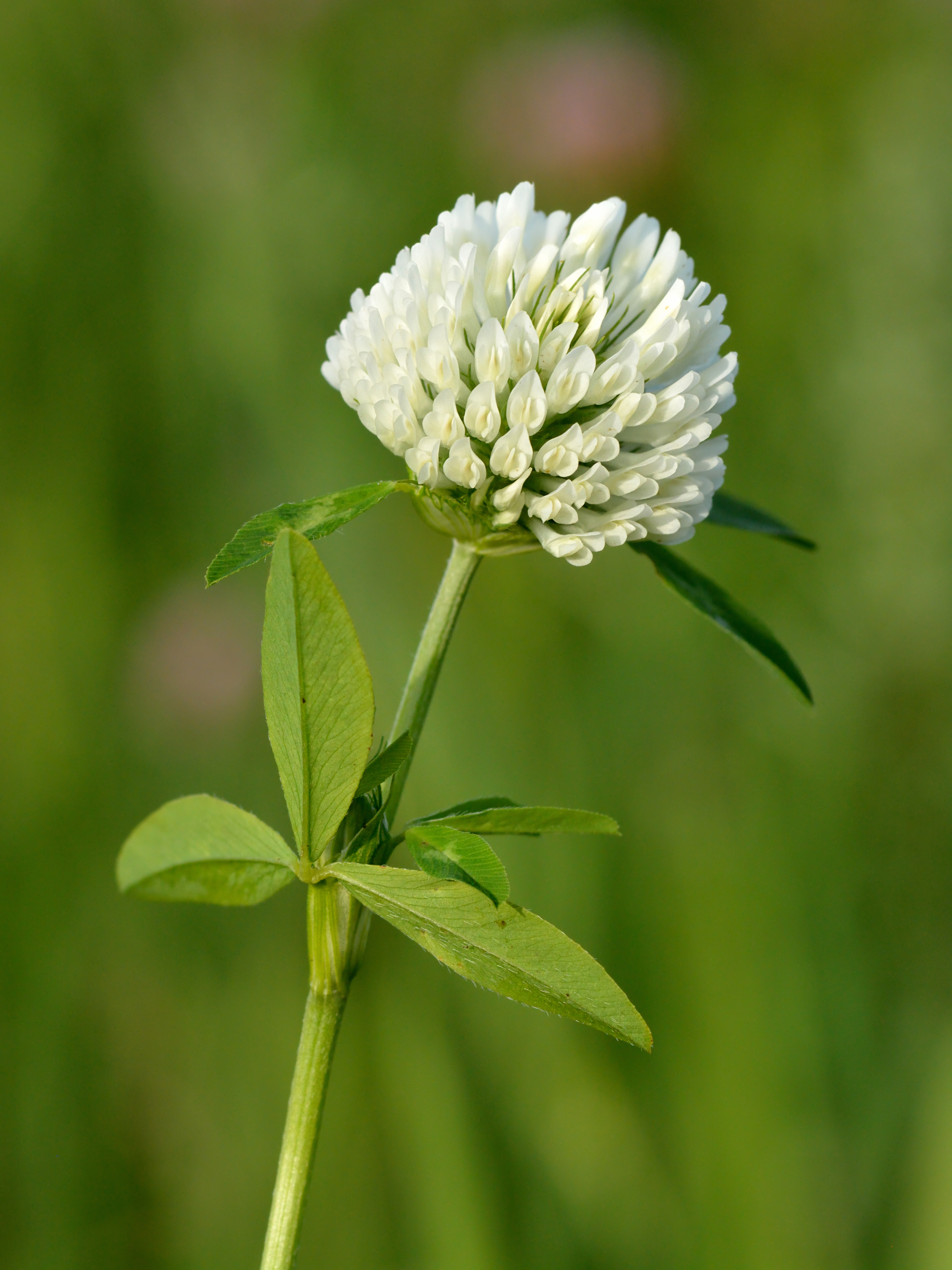
Vitblommande mutation, Trifolium pratense f. albiflorum. Detta är alltså inte en vitklöver
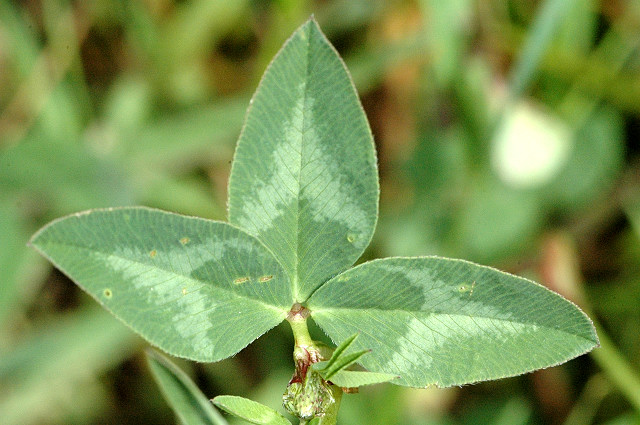
Rödklöverblad
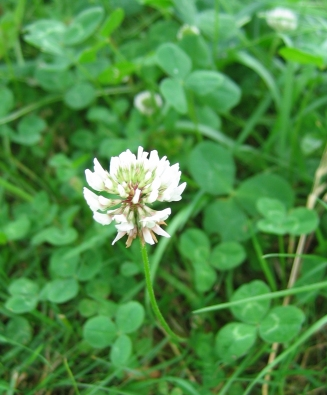
Vitklöver (Trifolium repens). Lägg märke till bladens utseende
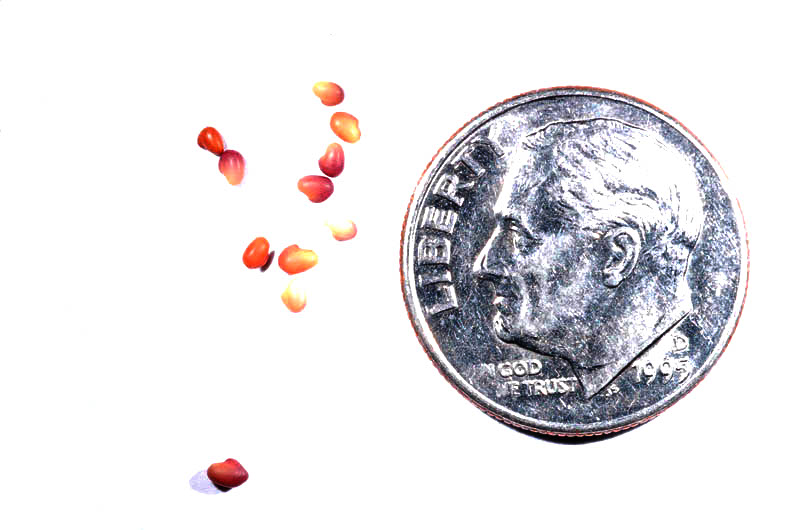
Frön. Nordamerikanskt 10-centmynt som storlekjämförelse
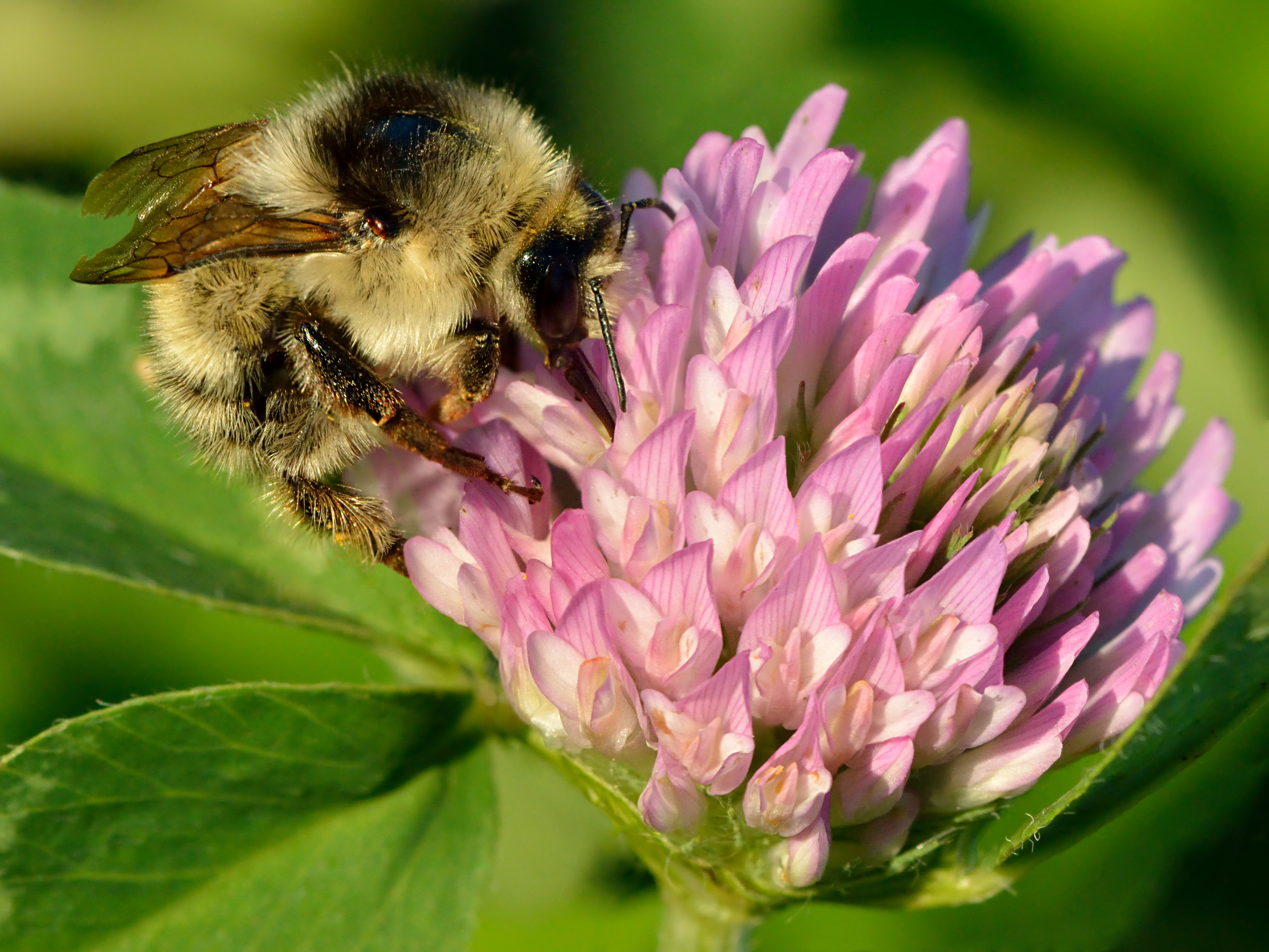
Sandhumla suger nektar på en rödklöver
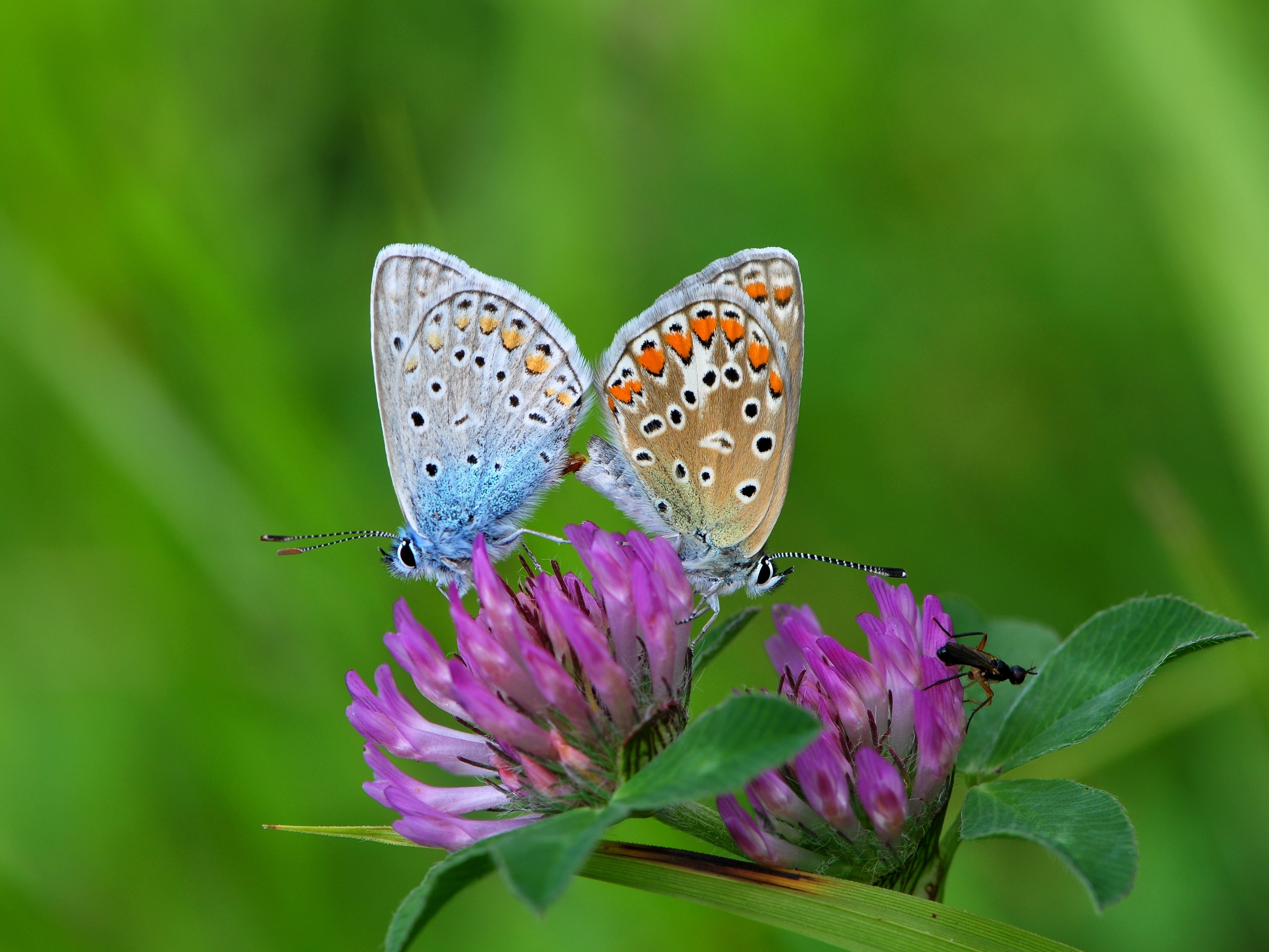
Puktörneblåvingar parar sig på en rödklöver. Vingarnas undersidor syns. Hane till vänster; hona till höger.
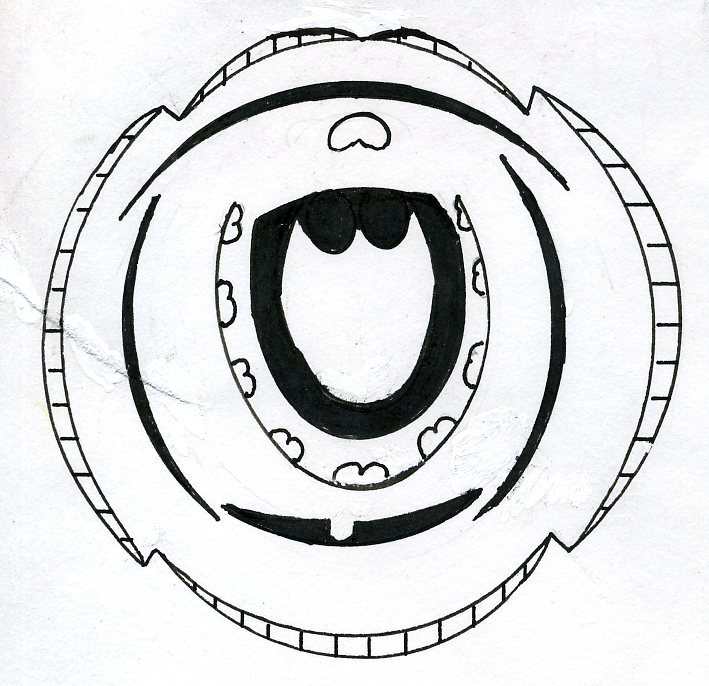
Blomdiagram
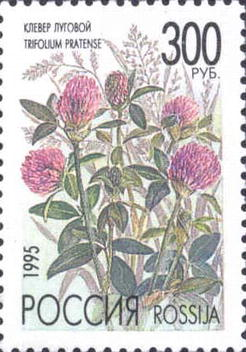
Ryskt frimärke från 1995